# 条叶银莲花
条叶银莲花（学名：Anemone trullifolia var. linearis）为毛茛科银莲花属下的一个变种。